# Хамболт (Ајова)
Хамболт (енгл. Humboldt) град је у америчкој савезној држави Ајова. По попису становништва из 2010. у њему је живело 4.690 становника.

## Демографија
Према попису становништва из 2010. у граду је живело 4.690 становника, што је 238 (5,3%) становника више него 2000. године.
| Група             | 2000.         | 2010.         |
| Белци             | 4.347 (97,6%) | 4.370 (93,2%) |
| Афроамериканци    | 9 (0,2%)      | 28 (0,6%)     |
| Азијати           | 11 (0,2%)     | 21 (0,4%)     |
| Хиспаноамериканци | 67 (1,5%)     | 235 (5,0%)    |
| Укупно            | 4.452         | 4.690         |